# Is This the Day?
Is This the Day? è un album in studio di musica acustica del gruppo musicale statunitense Hoobastank, pubblicato nel 2010.

## Tracce
Edizione Standard
1. Just One – 3:57
2. Crawling in the Dark – 3:08
3. I Don't Think I Love You – 3:52
4. Inside of You – 3:01
5. Running Away – 3:37
6. The Reason – 3:59
7. My Turn – 3:19
8. What I Meant to Say – 3:27
9. If I Were You – 4:38
10. Tears of Yesterday – 3:47
11. Pieces – 3:38
12. Same Direction – 3:28
13. Is This the Day? – 4:29

Edizione giapponese
1. Just One – 3:57
2. Crawling in the Dark – 3:08
3. I Don't Think I Love You – 3:52
4. Is This the Day? 2.0 (Bonus special track) – 4:32
5. Inside of You – 3:01
6. Running Away – 3:37
7. The Reason – 3:59
8. My Turn – 3:19
9. What I Meant to Say – 3:27
10. If I Were You – 4:38
11. Tears of Yesterday – 3:47
12. Pieces – 3:38
13. Same Direction – 3:28
14. Is This the Day? – 4:32